# エウレリユス・ジュカウスカス
エウレリユス・ジュカウスカス（Eurelijus Žukauskas、([ɛʊˈrʲɛlʲɪjʊs ʐʊˈkɐ̂ˑʊskɐs] ( 音声ファイル)、1973年8月22日 - ）は、リトアニアのプロバスケットボール選手。

## 経歴
1995年のNBAドラフトで2巡目54位でシアトル・スーパーソニックスから指名を受けた。同年6月28日、権利がミルウォーキー・バックスに移った。
2007年、BCジャルギリスと1年契約を結んだ。翌年、さらに1年契約を結んだ。

### 代表歴
1996年から2004年までバスケットボールリトアニア代表に選出された。リトアニアが銅メダルを獲得したアトランタ五輪およびシドニー五輪に出場した。リトアニアが優勝を果たした2003年ユーロバスケットにも代表として出場した。なお、同時期にリトアニア代表にはミンダウガス・ジュカウスカス選手もいたが、姓が同じでも血縁関係はない。

### 引退
2009年5月20日、引退した。